# Miriatroides quadrivertex
Miriatroides quadrivertex är en insektsart som beskrevs av Zheng, Z. och G. Jiang 2002. Miriatroides quadrivertex ingår i släktet Miriatroides och familjen torngräshoppor. Inga underarter finns listade i Catalogue of Life.